# عزم دوران الاحتكاك
عزم دوران الاحتكاك هو عزم الدوران الناتج عن قوة الاحتكاك الذي يحدث عندما يتحرك جسمان متلامسان. مثل جميع حالات عزم الدوران، يعبر عزم دوران الاحتكاك عن قوة دورانية يمكن قياسها بـ نيوتن متر أو بالأقدام-الأرطال.

## الهندسة
قد يكون عزم دوران الاحتكاك مدمرًا في الهندسة. وهناك مجموعة متنوعة من التدابير قد يتخذها المهندس للقضاء على هذه الاختلالات. وتعد كراسي تحميل الكرات مثالاً على محاولة تقليل عزم دوران الاحتكاك.

## أمثلة
- عندما يضغط راكب الدراجة على فرامل العجلة الأمامية، تميل الدراجة للأمام نتيجة لعزم دوران الاحتكاك بين العجلات والأرض.
- عندما تصطدم كرة الجولف بالأرض تبدأ في الدوران جزئيًا بسبب عزم دوران الاحتكاك الناتج على كرة الجولف من الاحتكاك بين كرة الجولف والأرض.